# Ailish Quinn
Pour les articles homonymes, voir Quinn.
 (août 2025).
Pas d'image ? Cliquez ici

a Compétitions nationales et continentales officielles uniquement.

b Matchs officiels uniquement.
Dernière mise à jour le 4 août 2025.
Ailish Quinn,  née le 25 mai 2006, est une joueuse internationale irlandaise de rugby à XV. Elle joue en troisième ligne aile avec la province du Connacht et la franchise des Clovers.

## Biographie
Née le 26 août 2006, Ailish Quinn commence la pratique du rugby à XV au Ballina RFC, où elle passe par toutes les catégories d'âge. Elle y remporte plusieurs coupes du Connacht dans les catégories des moins de 14 et 16 ans. En 2023, elle joue avec la sélection des moins de 18 ans du Connacht qui remporte le championnat inter-provinces,. Au printemps 2024, elle joue avec l'équipe d'Irlande des moins de 18 ans dont elle est capitaine.
Au mois d'août 2024, elle intègre l'équipe première du Connacht, et rejoint le Galwegians RFC qui joue en première division irlandaise.
Durant l'édition 2024-2025 du Celtic Challenge, elle est appelée avec les Clovers et dispute deux rencontres.
Fin juin 2025, elle intègre le groupe élargi de l'équipe d'Irlande qui prépare la Coupe du monde, et au mois d'août face à l'Écosse, elle obtient sa première sélection avec l'équipe nationale irlandaise, en match de préparation.

## Palmarès
- Vainqueur du Championnat inter-provinces irlandaises des moins de 18 ans en 2023.